# Direito a um nível de vida adequado

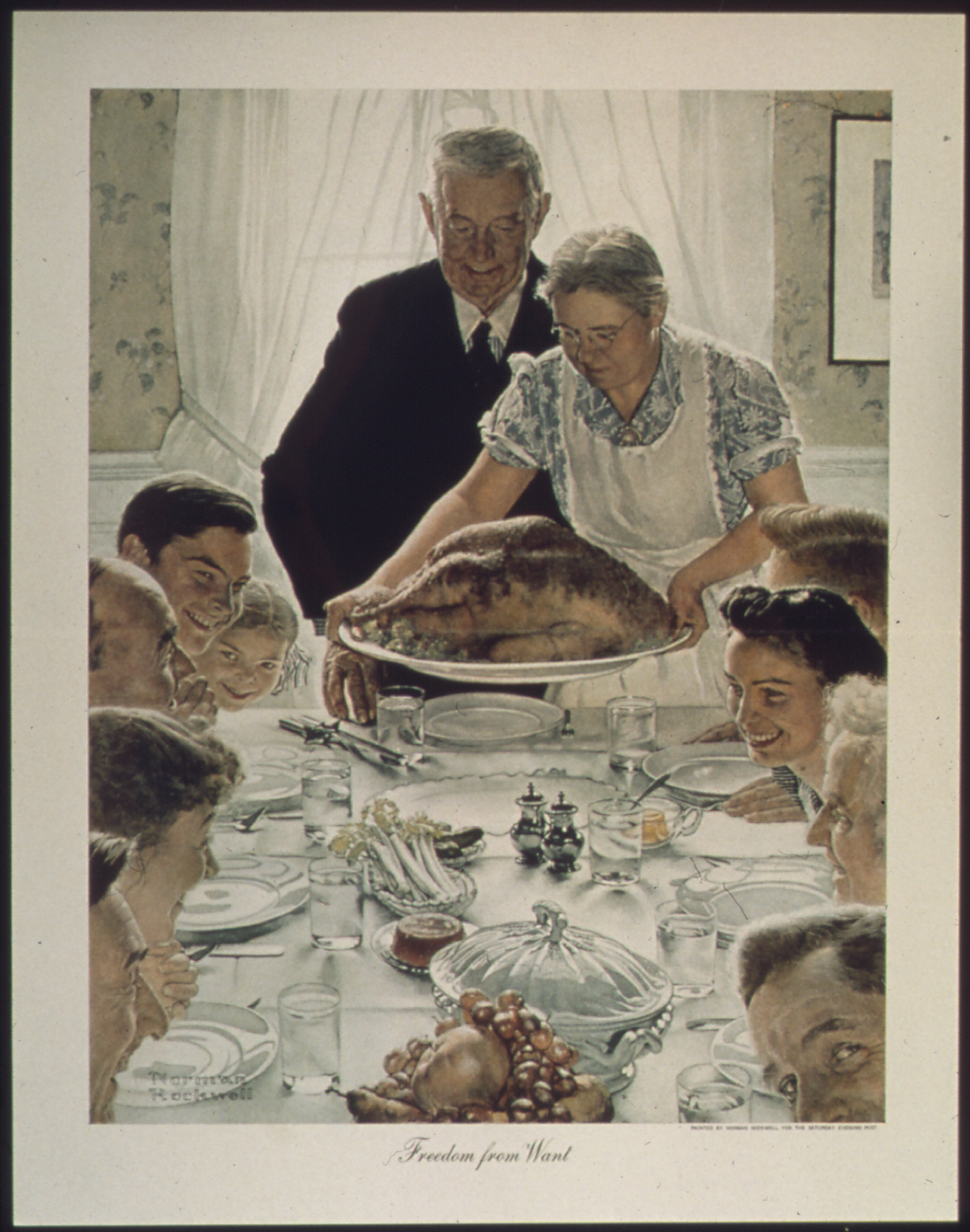
Freedom from Want - ilustração sobre o direito a um nível de vida adequado, da série "Four Freedoms" de Norman Rockwell, obra de 1943.

O direito a um nível de vida adequado é reconhecido como um dos direitos humanos nos instrumentos internacionais de direitos humanos e entende-se que estabelece um direito a uma quantidade mínima de alimento, vestuário e habitação num nível de subsistência. O direito à alimentação, o direito à habitação e o direito ao vestuário foram explicitamente definidos pelo direito internacional dos direitos humanos e pelos instrumentos de direito humanos. 
O direito a um nível de vida adequado encontra-se reconhecido pelo Artigo 25.º da Declaração Universal dos Direitos Humanos (DUDH) e pelo Artigo 11.º do Pacto Internacional de Direitos Económicos, Sociais e Culturais. Uma das apresentações mais inspiradoras a favor da inclusão do direito a um nível de vida adequado na DUDH e o Discurso das Quatro Liberdades do presidente norte-americano Franklin D. Roosevelt em 1941. O poder satisfazer o direito a um nível de vida adequado depende de un certo número de outros direitos económicos, sociais e culturais, incluindo o direito à propriedade, o direito ao trabalho, o direito à educação e o direito à segurança social. Tem havido um certo número de propostas de políticas para garantir às pessoas um nível de vida básico segundo o conceito de oferecer um rendimento básico garantido, essencialmente pela oferta aos cidadãos de uma quantidade básica de "dinheiro grátis", de maneira a poderem satisfazer as necessidades básicas de alimentos e abrigo.